# Thesium lineatum
Thesium lineatum là một loài thực vật có hoa trong họ Santalaceae. Loài này được L. f. miêu tả khoa học đầu tiên.